# كارلوس أورتيز خيمينيز
كارلوس أورتيز خيمينيز (بالإسبانية: Carlos Ortiz Jiménez)‏ (3 أكتوبر 1983 في إسبانيا - ) هو لاعب كرة الصالات ‏ ولاعب كرة قدم إسباني في مركز الدفاع. شارك مع منتخب إسبانيا لكرة القدم داخل الصالات. أما مع النوادي، فقد لعب مع Carnicer Torrejón FS ‏ وUD Las Rozas Boadilla ‏ وXota FS ‏ وInter FS ‏ وAtlético Boadilla FS ‏.

## وصلات خارجية
- كارلوس أورتيز خيمينيز على موقع الاتحاد الأوربي (الإنجليزية)